# Marcin Zieliński
Marcin Karol Zieliński (ur. 21 lipca 1886 w Uhelnie, zm. 9–11 kwietnia 1940 w Katyniu) – polski lekarz neurolog i psychiatra, profesor nauk medycznych, wykładowca uniwersytecki, major lekarz rezerwy Wojska Polskiego, działacz niepodległościowy, kawaler Orderu Virtuti Militari, ofiara zbrodni katyńskiej.

## Życiorys
Syn Jana h. Świnka (1850–1929), urzędnika Towarzystwa Wzajemnych Ubezpieczeń, i Tekli z Wosiów. Uczęszczał do gimnazjów w Samborze, Kołomyi i III Gimnazjum im. Króla Jana Sobieskiego w Krakowie, w którym zdał maturę. Od 1904 roku studiował na Wydziale Filozoficznym Uniwersytetu Jagiellońskiego. W 1906 roku wyjechał na dwa lata na studia zagraniczne, z czego rok uczył się u Wilhelma Wundta na Uniwersytecie w Lipsku, a kolejny rok u Aloisa Riehla, Maxa Dessoira i Carla Stumpfa w Berlinie oraz Friedricha Jodla i Aloisa Höflera w Wiedniu. Po powrocie do Krakowa w 1908 roku podjął studia medyczne. Doktoryzował się z filozofii pod kierunkiem Kazimierza Morawskiego. W 1911 roku przeniósł się do Wiednia, gdzie ukończył w 1913 roku studia medyczne. Dyplom doktora wszech nauk lekarskich otrzymał w 1914 roku w Wiedniu. W tym samym roku został asystentem w Klinice Chorób Nerwowych i Psychicznych UJ. Przed I wojną światową był członkiem Związku Młodzieży Polskiej „Zet”, „Zarzewia” i Polskich Drużyn Strzeleckich. Po wybuchu wojny wstąpił do Legionów Polskich. Od 1914 służył jako lekarz w 2 pułku piechoty i lekarz III batalionu 6 pułku piechoty Legionów Polskich. 11 października 1914 roku awansował na podporucznika, a 1 listopada 1915 roku na porucznika. W 1917 roku pełnił służbę w Szpitalu Fortecznym Nr 4 w Krakowie.
Po zakończeniu działań wojennych ponownie objął stanowisko asystenta w klinice, prowadzonej przez Jana Piltza. Od 1919 do 1921 był także naczelnym lekarzem wojskowego oddziału neurologicznego w Krakowie. Od 1924 roku kierował Sanatorium dla Nerwowo i Psychicznie Chorych w Batowicach. W tym samym roku jako major rezerwy ze starszeństwem z 1 czerwca 1919 roku w korpusie oficerów sanitarnych posiadał przydział mobilizacyjny do 5 Batalionu Sanitarnego w Krakowie (dziesięć lat później do Kadry Zapasowej 5 Szpitala Okręgowego w Krakowie). W 1933 był biegłym sądowym w słynnym procesie Rity Gorgonowej oskarżonej o zabójstwo Elżbiety (Lusi) Zaremby córki lwowskiego architekta Henryka Zaremby. W 1934 roku mianowany profesorem tytularnym psychiatrii i neurologii na UJ. Stamtąd został mianowany profesorem nadzwyczajnym neurologii i psychiatrii na Wydziale Lekarskim Uniwersytetu Poznańskiego z dniem 27 września 1938 roku. Jako przedstawiciel Krakowskiej Izby Lekarskiej został wybrany do składu Naczelnej Izby Lekarskiej V kadencji 1935–1939. Działał w Naczelnej Izbie Lekarskiej, Związku Lekarzy Państwa Polskiego, Towarzystwie Opieki nad Psychicznie Chorymi w Krakowie. W listopadzie 1938 roku przeprowadził się do Poznania.
Powołany do wojska pod koniec sierpnia 1939 roku. Po wybuchu II wojny światowej i agresji ZSRR na Polskę z 17 września 1939 roku w nieznanych okolicznościach dostał się do niewoli sowieckiej. 20 września 1939 roku wysłano go koleją z Kamieńca Podolskiego do obozu w Putywlu, gdzie dotarł 24 września, po czym na początku listopada został przewieziony do obozu jenieckiego w Kozielsku, skąd 7 stycznia 1940 roku wysłał ostatni list. Między 7 a 9 kwietnia 1940 roku został przekazany do dyspozycji naczelnika Zarządu NKWD Obwodu Smoleńskiego – lista wywózkowa 017/2 z 5 kwietnia 1940 roku. Między 9 a 11 kwietnia 1940 roku został zamordowany w Katyniu przez funkcjonariuszy Obwodowego Zarządu NKWD w Smoleńsku oraz pracowników NKWD przybyłych z Moskwy na mocy decyzji Biura Politycznego KC WKP(b) z 5 marca 1940 roku. Ofiary tej zbrodni grzebano w bezimiennych mogiłach zbiorowych, gdzie od 28 lipca 2000 roku mieści się oficjalnie Polski Cmentarz Wojenny w Katyniu. W miejscu tym prowadzone były ekshumacje i prace archeologiczne. W 1943 roku jego wizytówkę znaleziono w toku ekshumacji nadzorowanych przez Niemców, przy szczątkach niezidentyfikowanego żołnierza (prawdopodobnie lekarza) pod numerem 3903 – raport dzienny z 4 czerwca 1943 roku. Na liście Komisji Technicznej PCK pod numerem 03903, przy nierozpoznanym wojskowym, wskazano dwie legitymacje Zw. Lekarzy, świadectwo szczepienia oraz wizytówki na nazwisko: Prof. dr. Zieliński Marcin. W Archiwum Robla w pakiecie 0921-02, wymieniony (bez imienia) we wpisie z 9 października 1939 roku w kalendarzyku znalezionym przy szczątkach Floriana Nowakowskiego, a także we wpisach z 20 września i 3 listopada 1939 roku w pamiętniku znalezionym przy szczątkach Stefana Pieńkowskiego (pakiet 0988-08, 11, 22) oraz na liście jeńców wojennych – oficerów 11. sekcji obozu w Putywlu.  
7 maja 1948 roku Marcin Zieliński został uznany za zmarłego na mocy postanowienia Sądu w Krakowie.

### Życie prywatne
Od 6 maja 1918 roku jego żoną była Blanka Bieńkowska h. Łada, z którą miał syna Ryszarda.

## Ordery i odznaczenia
- Krzyż Srebrny Orderu Wojskowego Virtuti Militari nr 6360 – 17 maja 1922[19][20]
- Krzyż Niepodległości – 17 września 1932 „za pracę w dziele odzyskania niepodległości”[21]
- Krzyż Walecznych dwukrotnie nr 48076 – 16 września 1922 „za udział w b. Legionach Polskich”[22][23]
- Krzyż Pamiątkowy 6 pułku piechoty Legionów Polskich[4]

## Wybrane prace
- Zagadnienie uczucia. Kraków: Gebethner, 1911.
- Wzruszenia u schizofreników. Rocznik Psychjatryczny 5, s. 95–103, 1927.
- Konstytucja i charakter Rocznik Psychjatryczny 20, s. 66–74, 1933.
- Cyklotymja w atypowej postaci. Rocznik Psychjatryczny 21, s. 379–386, 1933.
- Rola konstytucji w zaburzeniach psychicznych reaktywnych. Rocznik Psychjatryczny 23, s. 1–8, 1934.
- Nerwice a układ wegetatywny. Polska Gazeta Lekarska, 1936.
- Psychozy pomroczne odwykowe. Przyczynek do kliniki omamów. Rocznik Psychjatryczny 34/35, s. 81–88, 1938.

## Upamiętnienie
5 października 2007 roku minister obrony narodowej Aleksander Szczygło mianował go pośmiertnie na stopień podpułkownika. Awans został ogłoszony 9 listopada 2007 roku w Warszawie, w trakcie uroczystości „Katyń Pamiętamy – Uczcijmy Pamięć Bohaterów”.
Marcinowi Zielińskiemu został poświęcony jeden z odcinków filmowego cyklu dokumentalnego pt. Epitafia katyńskie (2010).
Jest jednym z kilkuset lekarzy pochowanych na Polskim Cmentarzu Wojennym w Katyniu i upamiętnia go tabliczka epitafijna nr 4329.